# Meldorfer Gelehrtenschule

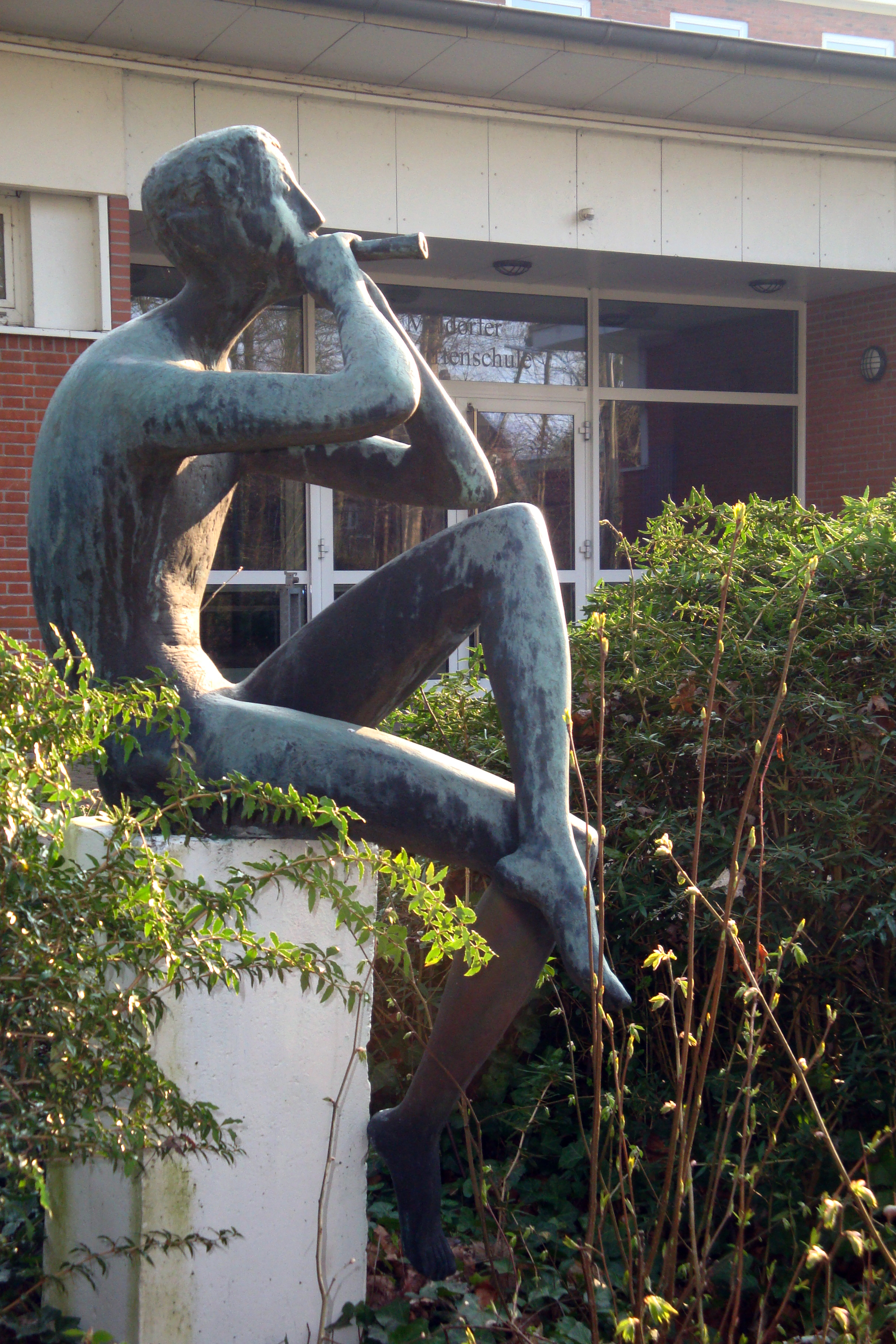
Plastik von Karlheinz Goedtke auf dem Schulgelände

Die Meldorfer Gelehrtenschule (MGS) ist ein Gymnasium in Meldorf im Kreis Dithmarschen in Schleswig-Holstein. Die Schule wurde 1540 als Lateinschule in der bäuerlich geprägten Region gegründet. Träger der Schule ist heute der Kreis Dithmarschen. Zurzeit unterrichten dort 51 Lehrkräfte insgesamt 651 Schüler in 26 Klassen (Stand 2020/2021).

## Geschichte
Im Jahr 1540 wurde Reimer Wolderichs, ein Wollersmannne 48er, vom Land Dithmarschen beauftragt, aus dem aufgelösten Kloster eine Schule zu errichten und diese auszustatten. Nach ihrer Gründung im Jahre 1540 war die Gelehrtenschule zunächst in zwei Gebäuden des Meldorfer Dominikanerklosters untergebracht – bis diese, bedingt durch eine einzurichtende Bibliothek und Räume für Naturwissenschaften, zu beengt wurden und 1859 ein Neubau beschlossen wurde.
Bis zum Jahre 1962 war die ständig wachsende Schule (Turnhalle und Fachräume wurden nach und nach hinzugefügt) in dem heutigen Gebäude des Dithmarscher Landesmuseums in der Bütjestraße beheimatet.
1962 zog die Schulgemeinde dann in ihr noch heute genutztes Gebäude, wenngleich zu Anfang zusätzlich auch noch im alten Gebäude und in Baracken unterrichtet wurde. Durch Umbauten und Neubauten ergänzt, kann man heute – auch bedingt durch sinkende Schülerzahlen – im jetzigen Gebäude den kompletten Unterricht abhalten.
2015 feierte die Schule ihr 475-jähriges Bestehen mit Konzerten, einem Festball und einem Tag der offenen Tür.

## Besonderheiten
Der Kreis (als Schulträger) ließ auf dem Schuldach eine Solaranlage errichten. Des Weiteren besaß die Schule auf dem Dach der Berufsschule ein Observatorium, welches aufgrund des nicht mehr gegebenen Astronomie-Unterrichts zurückgebaut wurde.
Mit Beginn des Schuljahres 2018/2019 ist die Schule zu dem neunjährigen gymnasialen Schulsystem, G9, zurückgekehrt.

## Lehrer
- Carl Prien (1818–1896), Klassischer Philologe und Politiker, war von 1851 bis 1853 Konrektor der Schule
- Otto Kallsen (1822–1901), Lehrer und Schriftsteller
- Johannes Wilhelm Boysen (1834–1870), Dichter, ehemals Schüler und ab 1866 Lehrer an der Schule
- Martin Luserke (1880–1968), Reformpädagoge, Erzähler und Schriftsteller, von 1947 bis 1952 Lehrbeauftragter für Laienspiel[3][4] („Meldorfer Spielweise“)
- Gertrud von Hassel (1908–1999), Pädagogin und Malerin, von 1943 bis 1961 an der MGS

## Schüler
- Peter Jochims (1762–1844), Justiz- und Etatrat in Schleswig
- Claus Harms (1778–1855), Pastor
- Hans Reimer Claussen (1804–1894), Politiker (Schüler von 1820 bis 1823)
- Bruno Claußen (1880–1958), Bibliothekar in Rostock
- Karl Müllenhoff (1818–1884), Germanist und Hochschullehrer (Schüler von 1830 bis 1837)
- Theodor Piening (1831–1906), niederdeutscher Autor
- Rudolph Dohrn (1836–1915), Gynäkologe, Hochschullehrer, Universitätsrektor (Abitur 1853)
- Bernhard Pünjer (1850–1885), evangelischer Theologe
- Adolf Bartels (1862–1945), Dichter, Schriftsteller, Herausgeber, Journalist, Literaturhistoriker und Kulturpolitiker (Schüler von 1877 bis 1882)
- Gustav Frenssen (1863–1945), Schriftsteller
- David Merkens (* 1866), Dichter und Bauer
- Heinz Voigt (1913–1992), Jurist und Diplomat (Abitur 1930)
- Karl-Ulrich Meves (1928–2025), Schauspieler, Hörspiel- und Synchronsprecher
- Elmar Treptow (* 1937), Philosoph und Professor im Ruhestand
- Heinrich Aye (1851–1923), Pastor, Heimatforscher, Gründer des Ostholstein-Museum Eutin & Archäologe
- Holger Christiansen (* 1957), Pädiater, Onkologe, Hämatologe, Krebsforscher und Hochschullehrer (Schüler von 1967 bis 1976)
- Johann Wadephul (* 1963), CDU-Politiker, Bundesaußenminister seit 2025 (Abitur 1982)
- Lars Jessen (* 1969), Regisseur
- Andreas Altenburg (* 1969), Radiomoderator, Autor